# Ручи, Грамоз
Грамоз Ручи (алб. Gramoz Ruçi, род. 6 декабря 1951, Тепелена, Народная Республика Албания) — албанский политик, до 2017 возглавлял парламентскую группу правящей Социалистической партии Албании. С сентября 2017 является председателем Народного собрания Албании.

## Биография
Окончил химический факультет и работал учителем в Прогонате. Там познакомился со своей будущей женой, которая была из семьи Гоксарадж (алб. Goxharaj), поженились в 1976. В 1990 становится министром внутренних дел, однако оставался на этой должности всего два с половиной месяца. В 1991 являлся ответственным за деятельность Сигурими. С 1992 по 1996 был генеральным секретарём Социалистической партии Албании, преемницы Албанской партия труда. С 1997 состоял депутатом парламента от этой партии. В 2000 избран лидером депутатской группы, оставаясь на этом посту до 2005. С 2009 снова возглавил депутатскую группу. Владеет албанским, греческим и итальянским языками.